# Lifeline (Neal Morse)
Lifeline è il dodicesimo album in studio del cantautore statunitense Neal Morse, pubblicato il 1º ottobre 2008 dalla Radiant Records.

## Tracce
Testi e musiche di Neal Morse, eccetto dove indicato.
1. Lifeline – 13:28
2. The Way Home – 4:20
3. Leviathan – 6:04
4. God's Love – 5:28
5. Children of the Chosen – 4:55
6. So Many Roads – 28:43
7. Fly High – 6:31

CD bonus nell'edizione speciale
1. Crazy Horses – 3:40 (Alan Osmond, Wayne Osmond, Merrill Osmond) – originariamente interpretata dai The Osmonds
2. Lemons Never Forget – 6:36 (Maurice Gibb, Barry Gibb, Robin Gibb) – originariamente interpretata dai Bee Gees
3. The Letter – 4:17 (Wayne Carson Thompson) – originariamente interpretata da Joe Cocker
4. (What's So Funny Bout) Peace Love and Understanding – 4:44 – originariamente interpretata da Elvis Costello
5. Sometimes He Waits – 5:21
6. Set the Kingdom – 11:00
7. Untitled – 4:36 – traccia fantasma

## Formazione
Musicisti
- Neal Morse – tastiera, chitarra, voce
- Mike Portnoy – batteria
- Randy George – basso
- Carl Groves – cori (tracce 1, 2, 5 e 6)
- Jonathan Willis – strumenti ad arco (tracce 2, 6-II e 7)
- Jim Hoke – sassofono (tracce 3 e 6-III)
- Ivory Leonard – cori (traccia 6)
- Danielle Spencer – cori (traccia 6)
- Paul Bielatowicz – secondo assolo di chitarra (traccia 7)

Produzione
- Neal Morse – produzione
- Rich Mouser – missaggio
- Jerry Guidroz – ingegneria parti di batteria
- Ken Love – mastering